# Reserva Natural de Sääre
A Reserva Natural de Sääre é uma reserva natural localizada no Condado de Saare, na Estónia.
A área da reserva natural é de 551 hectares.
A área protegida foi fundada em 1971 com base na área de conservação ornitológica de Vesitükimaa. Em 2018 a área protegida foi designada como reserva natural.